# Glaucorhoe eliela
Glaucorhoe eliela är en fjärilsart som beskrevs av Butler 1878. Glaucorhoe eliela ingår i släktet Glaucorhoe och familjen mätare. Inga underarter finns listade i Catalogue of Life.